# Nucleo cometario

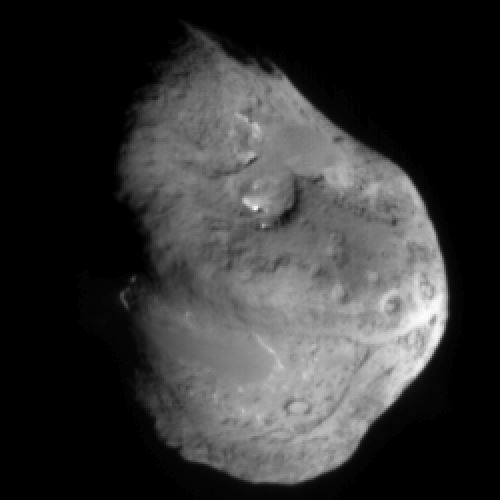
Il nucleo della Cometa Tempel 1.

Il nucleo cometario è la parte solida centrale di una cometa; nel linguaggio popolare viene spesso descritto come palla di neve sporca.
Un nucleo cometario è composto da roccia, polvere e gas congelati. Quando vengono scaldate dal Sole, le componenti ghiacciate dei gas sublimano e producono un'atmosfera temporanea, chiamata chioma, che circonda il nucleo. La forza esercitata sulla chioma dalla pressione di radiazione del Sole e dal vento solare causa la formazione dell'enorme coda di gas ionizzato che punta nella direzione opposta al Sole.
Il nucleo è generalmente molto scuro.

## Dimensioni

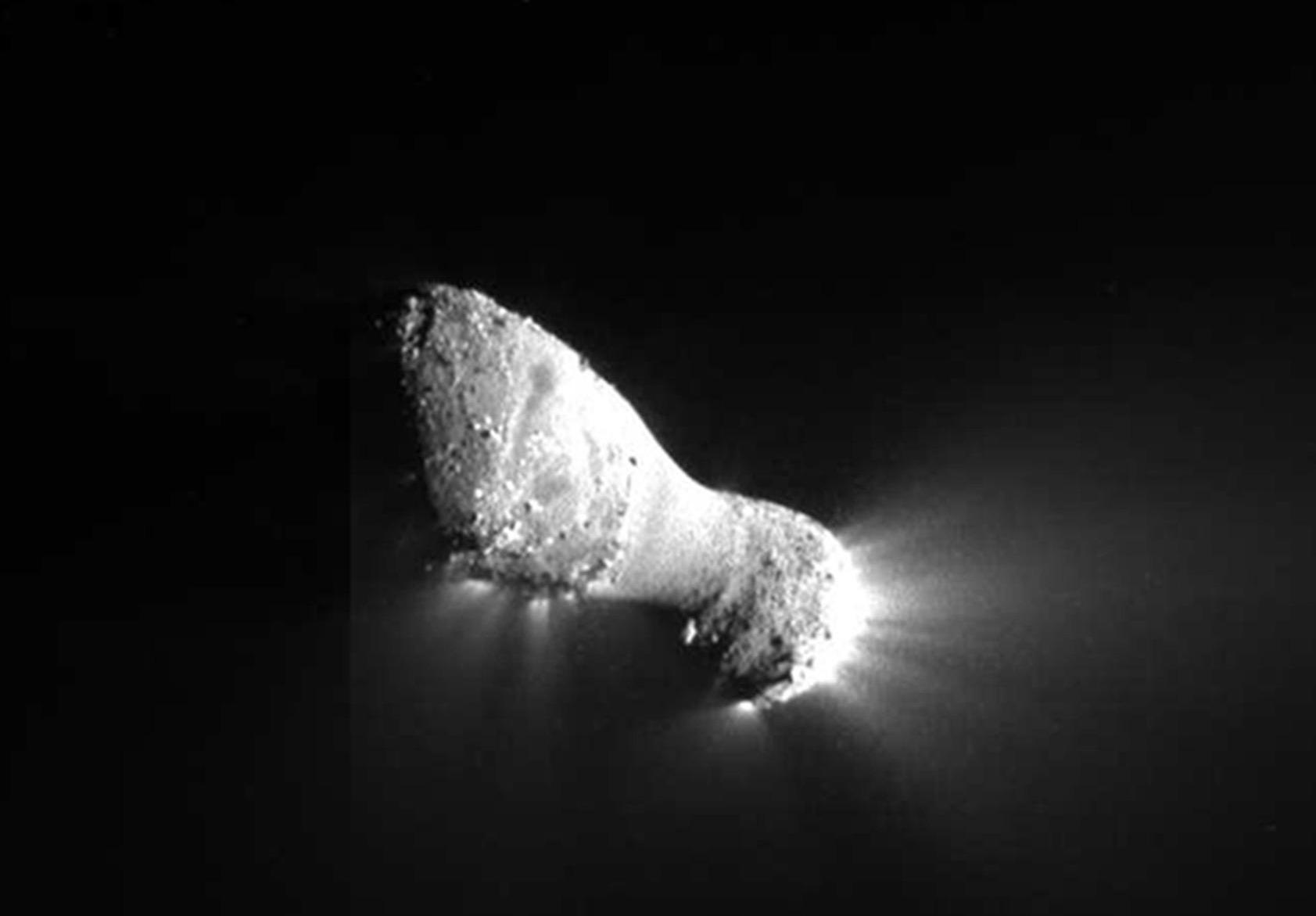
Il nucleo in attività della Cometa Hartley 2.

Si pensa che la maggior parte dei nuclei cometari abbia un diametro inferiore ai 16 chilometri, anche se si conoscono nuclei cometari fino a 40 km di diametro.
Il nucleo della cometa di Halley ha una forma a patata e misura 15x8x8 km, ghiaccio e polveri sono contenuti in uguale quantità. Circa l'80% del ghiaccio è ghiaccio d'acqua, un altro 15% è monossido di carbonio ghiacciato, la rimanenza è composta da ghiaccio di anidride carbonica, metano e ammoniaca. Gli scienziati credono che anche le altre comete abbiano composizione chimica simile alla cometa di Halley. Inoltre il nucleo della Halley è estremamente scuro. Si ritiene che la superficie della cometa, e forse della maggior parte delle comete, sia coperta da uno strato di polveri e rocce scure che ricoprono gran parte del ghiaccio. Queste comete rilasciano gas solo quando le fratture sulla crosta si trovano di fronte al Sole, esponendo il ghiaccio interno al suo calore.
Durante un flyby nel 2001, la sonda Deep Space 1 ha osservato il nucleo della cometa 19P/Borrelly e ha scoperto che è circa la metà di quello della Halley (8×4×4 km). Come la Halley anche la Borrelly ha una forma a patata e una superficie scura; anch'essa rilascia gas solo da piccole aree nelle quali le fratture della crosta espongono il ghiaccio interno al Sole.
Il nucleo della cometa Hale-Bopp ha una dimensione di 30–40 km, questa cometa apparve molto luminosa ad occhio nudo perché l'insolitamente grande nucleo emetteva grandi quantità di gas e polveri.
Il nucleo della cometa 322P/SOHO è invece probabilmente di soli 100-200 metri di diametro.. Le altre comete scoperte dalla sonda SOHO hanno nuclei ancora più piccoli, che arrivano a dimensioni di qualche decina di metri.
I più grandi centauri (asteroidi ghiacciati con orbite instabili) hanno diametri stimati tra i 200 e i 300 km. Tra i più grandi 10199 Chariklo (258 km), 2060 Chiron (230 km), e l'attualmente perduto 1995 SN55 (~300 km).
La densità stimata delle comete conosciute è mediamente di 0,6 g/cm³.

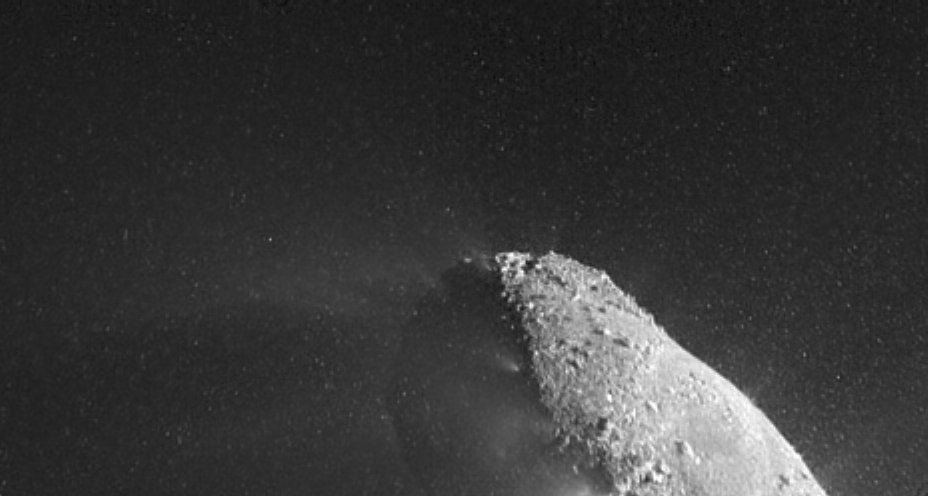
Immagine ravvicinata del nucleo della Cometa Hartley 2.

La tabella che segue elenca una serie di comete con dimensioni, densità e masse stimate.
| Nome             | Dimensioni km | Densità g/cm³ | Massa kg |
| ---------------- | ------------- | ------------- | -------- |
| Cometa di Halley | 15×8×8        | 0,6           | 3×1014   |
| Tempel 1         | 7,6×4,9       | 0,62          | 7,9×1013 |
| 19P/Borrelly     | 8×4×4         | 0,3           | 2×1013   |
| 81P/Wild         | 5,5×4,0×3,3   | 0,6           | 2,3×1013 |

## Albedo

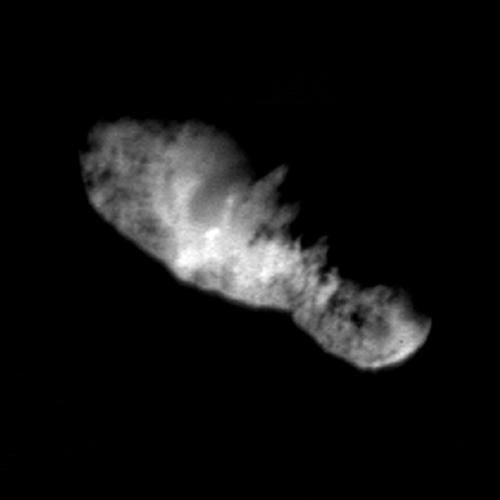
Il nucleo della cometa 19P/Borrelly fotografato dalla sonda Deep Space 1.

Le comete sono spesso descritte come palle di neve sporche, in realtà recenti osservazioni hanno rilevato che la superficie è spesso secca, polverosa o rocciosa, lasciando intuire che il ghiaccio è nascosto sotto la superficie.

I nuclei cometari sono tra gli oggetti del sistema solare più scuri. La sonda Giotto ha scoperto che il nucleo della cometa di Halley riflette circa il 4% della luce che riceve e la 
Deep Space 1 ha scoperto che la cometa Borrelly riflette solamente tra il 2,4 e il 3% della luce che riceve; per paragone, l'asfalto riflette il 7% della luce. Si pensa che il colore scuro derivi dai composti organici che dovrebbero abbondare in superficie: il riscaldamento solare porta via ghiacci ed elementi volatili, lasciando solo molecole pesanti organiche, che tendono ad essere molto scure, come sulla Terra il bitume o il petrolio grezzo. Paradossalmente, il colore scuro del nucleo è il motore della formazione della coda, perché solo così il nucleo riesce ad assorbire il calore necessario ad alimentare il processo.

## Scissione dei nuclei
Il nucleo di alcune comete potrebbe essere fragile, questa affermazione è supportata dalle osservazioni sulle comete che si sono scisse o frammentate.
Tra le comete divise ci sono la 3D/Biela nel 1846, la cometa Shoemaker-Levy 9 nel 1992, e la 73P/Schwassmann-Wachmann dal 1995 al 2006.
Lo storico greco Eforo di Cuma riferisce di una cometa che si è divisa nell'inverno del 372-373 a.C.
Si pensa che le comete si dividano a causa di stress termico, pressione del gas interno o impatti.
Le comete 42P/Neujmin e 53P/Van Biesbroeck sembrano essere due frammenti di una stessa cometa. Calcoli numerici hanno mostrato che entrambe le comete hanno avuto un avvicinamento a Giove nel gennaio del 1850 e che prima di quella data le loro orbite erano praticamente identiche.

## Nuclei estinti
Si pensa che circa il sei per cento degli asteroidi near-Earth siano nuclei cometari estinti. Due asteroidi near-Earth che in passato forse erano comete sono 14827 Hypnos e 3552 Don Quixote, che hanno un'albedo bassa compatibile con un tipico nucleo cometario.

## Nuclei cometari e sciami meteorici
Il bombardamento da parte di meteoroidi e di asteroidi dei nuclei cometari e lo stress termico portano alla polverizzazione parziale o totale dei nuclei cometari. Le polveri derivanti da questo processo si disseminano lungo l'orbita cometaria costituendo i tori meteorici; se uno di questi tori meteorici interseca un pianeta dà origine ad uno sciame meteorico.